# Basket-Swamp-Nationalpark
Der Basket-Swamp-Nationalpark ist ein Nationalpark im Nordosten des australischen Bundesstaates New South Wales, 558 km nördlich von Sydney.
Der größte Teil dieses Gebietes 15 km nordöstlich von Tenterfield ist ein Sumpf, dessen Böden reich an organischem Material sind. Die Bäume besitzen eine bestimmte gelbe Farbe, die auf alte Schwefelvorkommen zurückzuführen sind. Fauna und Flora sind beeindruckend. Der Name des Parks leitet sich aus dem zentralen, von Sträuchern umgebenen Sumpf ab. Die Zweige dieser Sträucher bildeten ein Gewebe.
Dieses Gewebe aus Strauchzweigen blieb unerforscht, bis Marshall Martin 1998 eine Meeresebene entdeckte, die Tausende von Jahren keine Verbindung zu anderen Gebieten hatte und auf der sich vielfältige endemische Fischarten entwickelt hatten. In dem Gebiet wurden in einer tieferen Erdschicht (Nr. 27) 10.000 bis 15.000 Jahre alte Artefakte gefunden. 